# Ricardinho Viana
Ricardo Viana Filho, meglio noto come Ricardinho o Ricardinho Viana (San Paolo, 23 aprile 2001), è un calciatore brasiliano, attaccante del Qairat in prestito dal Viktoria Plzeň.

## Caratteristiche tecniche
È un centravanti.

## Carriera
Cresciuto nel settore giovanile del San Paolo, nel 2020 viene ceduto a titolo definitivo al Grêmio; il 4 marzo 2021 debutta in prima squadra giocando l'incontro del Campionato Gaúcho pareggiato 0-0 contro il Caxias e due settimane più tardi realizza la sua prima rete in Coppa Libertadores contro l'Ayacucho.
In seguito ha giocato anche nella prima divisione portoghese, in quella bulgara, in quella ceca, in quella israeliana ed in quella kazaka.

## Statistiche

### Presenze e reti nei club
Statistiche aggiornate al 6 maggio 2021.
| Stagione        | Squadra         | Campionato      | Campionato | Campionato | Coppe nazionali | Coppe nazionali | Coppe nazionali | Coppe continentali | Coppe continentali | Coppe continentali | Altre coppe | Altre coppe | Altre coppe | Totale | Totale |
| Stagione        | Squadra         | Comp            | Pres       | Reti       | Comp            | Pres            | Reti            | Comp               | Pres               | Reti               | Comp        | Pres        | Reti        | Pres   | Reti   |
| --------------- | --------------- | --------------- | ---------- | ---------- | --------------- | --------------- | --------------- | ------------------ | ------------------ | ------------------ | ----------- | ----------- | ----------- | ------ | ------ |
| 2021            | Grêmio          | PD/RS+A         | 8+0        | 3+0        | CB              | 0               | 0               | CL+CS              | 2+1                | 1+0                |             | -           | -           | 11     | 4      |
| Totale carriera | Totale carriera | Totale carriera | 8          | 3          |                 | 0               | 0               |                    | 3                  | 1                  |             | -           | -           | 11     | 4      |